# Функция-заглушка
Функция-заглушка (в программировании) — функция, не выполняющая никакого осмысленного действия, возвращающая пустой результат или входные данные в неизменном виде. То же самое, что заглушка метода.
Используется:
- Для наглядности при проектировании структуры классов приложения.
- Часть функций может быть «заглушена» для отладки других функций.
- Для ограничения доступа к некоторым полям класса (например, к корню дерева).

Пример функции-заглушки на языке C:
```
void
 
stub
()

{
  

    
return
;

}

```